# Friedrichstal (Steinbergkirche)

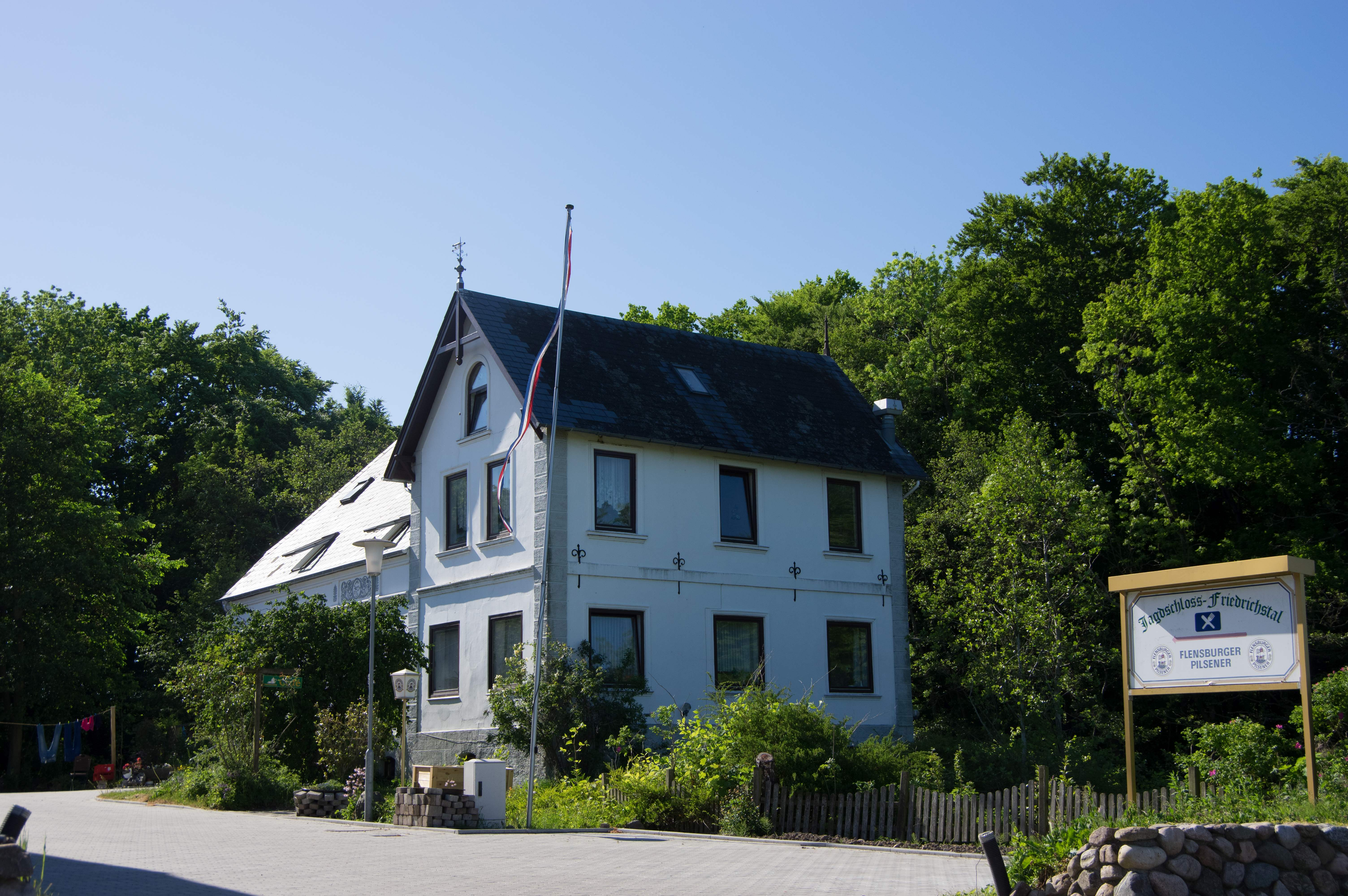
Das ehemalige Jagdschloss

Friedrichstal (dänisch: Frederiksdal) ist ein kleines Dorf der Gemeinde Steinbergkirche in Schleswig-Holstein, das nach dem dort befindlichen Jagdschloss Friedrichstal der Glücksburger Herzöge benannt wurde, das heute als Gaststätte dient.

## Hintergrund
Im Jahr 1618 kaufte Herzog Hans der Jüngere, dritte Sohn von König Christian III. von Dänemark, das drei Kilometer entfernte adlige Gut Nübel (Lage) zu dem auch Kastrup gehörte, wie Friedrichstal ursprünglich hieß. Herzog Hans der Jüngere von Glücksburg erwarb mit dem Gut Nübel ein zugehöriges Gebiet das als „Wildnis am Strande“ beschrieben wurde. Dort am Eingang zur Außenförde wollte er einen zu Flensburg konkurrierenden Handelsplatz mit zugehörigen Hafen errichten. Auch auf der anderen Fördeseite besaß der Herzog Besitzungen, die bei diesem Vorhaben vermutlich nützlich gewesen wären. Nördlich an Friedrichstal angrenzend, direkt an der Ostsee gelegen, siedelte der Herzog einige Arbeitskräfte an, welche den Hafen bauen sollten, womit das benachbarte Neukirchen entstand. Doch der Herzog verstarb schon vier Jahre später. Seine Erben verfolgten seine Pläne offenbar nicht weiter. Das erwähnte Dorf Kastrup (auch Castrup geschrieben) wurde anschließend sogar aufgelöst. 1628 errichtete Herzog Phillipp von Glücksburg (der Sohn Hans des Jüngeren) dort, wo Kastrup, lag das Herrenhaus „Sophienhof“, das offenbar als Meierhof des Gutes Nübel diente. Den Namen des Hofes wählte er zu Ehren seiner Frau, Herzogin Sophie Hedwig. Zum Herrenhaus gehörte schon der noch heute zu dreiviertel erhaltene Schlossgraben, über den eine Zugbrücke führte. 1712 wurde östlich, fast zwei Kilometer entfernt von Friedrichstal, der Meierhof Philipsthal aufgebaut. 
Herzog Friedrich der Ältere ließ 1750 das alte Herrenhaus „Sophienhof“ abreißen und  auf den Kellengewölben ein neues größeres Gutshaus errichten, dem er den Namen Friedrichtal gab. Friedrichstal erinnert also mit seinem Namen an seinen ehemaligen Besitzer Herzog Friedrich zu Glücksburg. Ein Messingschild des als Löwe gestalteten Türklopfers erinnert noch heute an die Errichtung mit dem Spruch: „1750 Bin ich Erbauet Durch Hertzog Friderich Friderichs Dahl heis ich Gott Segen und Regier All die Hier Halten quartir.“ Die Herzöge von Glücksburg nutzten zur Ausübung der Jagd das angrenzende Waldgebiet Horstkoppel (Lage). Da nach ausgerichteten Jagden, Versammlung und Verspeisung der Jagdbeute im Weiten Saal folgte, wurde das neue Anwesen in Folge auch als „Jagdschloss Friedrichstal“ benannt. 1789 wurde der Meierhof parzelliert. 14 Landstellen wurden aus Friedrichstal gebildet, womit das heutige Dorf Friedrichstal entstand, das damals aber häufig wohl noch Kastrup genannt wurde, der Name des ehemaligen Dorfes. Der Name Kastrup blieb im dörflichen Sprachgebrauch noch bis Mitte des 20. Jahrhunderts erhalten. Der Stammhof, das eigentliche Friedrichstal, kam in den Besitz der Familie Jürgensen, in dessen Familienbesitz sich das Herrenhaus bis heute befindet. Im 19. Jahrhundert wurden Aus- und Umbauten am Jagdschloss Friedrichstal durchgeführt. Bis 1850 befand sich beim Jagdschloss auch eine Wassermühle, die durch den aufgestauten Mühlenbach betrieben wurde, welcher bis heute den das Jagdschloss umliegenden Hofgraben durchfließt. Der südliche Burggraben wurde vermutlich beim Bau neuen Wirtschaftsgebäudes zugeschüttet. Im südlichen Teil des Dorfes Friedrichstals existierte des Weiteren bis 1947 eine Windmühle. Während des Ersten Weltkrieges und des Zweiten Weltkrieges starben auch Menschen vom Gut und aus dem kleinen Dorf Friedrichstal. Es sind fünf Personen aus Friedrichstal bekannt, die fielen und vermisst wurden.
Das Dorf Friedrichstal gehörte ursprünglich zur Landgemeinde Roikier. 1970 wurde Friedrichstal zum Ortsteil von Quern. Seit 2013 gehört Friedrichstal zur Gemeinde Steinbergkirche. An der Hauptverkehrsstraße Friedrichstal liegen heute mehrere Häuser und Höfe. Dort halten die Busse der Linie 1611 Sterup-Steinbergkirche und der Linie 1601 Flensburg-Neukirchen. Ein Nebenweg namens Friedrichstal führt zudem am Staatsforst Horstkoppel entlang bis an die nicht weit entfernt liegende Ostsee bei Neukirchen.
Das eigentlich Gut Friedrichstal trägt heute die Adresse Friedrichstal 7. 1999 wurde das Anwesen Friedrichstal abermals umfangreich renoviert. Die erwähnten Kellergewölbe sind bis heute erhalten geblieben. Gleichzeitig mit der Renovierung richtete die Familie Jürgensen ein Bauernhofcafé und Restaurant im Jagdschloss Friedrichstal ein. Die landwirtschaftliche Bewirtschaftung des Gutes blieb aber dennoch bestehen. Das Restaurant ist von Januar bis Oktober täglich ab der Mittagszeit geöffnet, bietet warme Gerichte und Kuchen an. Der Außenbereich beherbergt 60 Plätze und der Innenbereich 90 Plätze, so dass das Restaurant Jagdschloss Friedrichstal heute auch für Versammlungen genutzt werden kann und der alte Gewölbekeller von 1628 bei einem Restaurantbesuch ebenfalls besucht werden kann.